# Dinodontosaure
Els dinodontosaures (Dinodontosaurus) són un gènere extint de sinàpsids de la família dels stahleckèrids (o, segons altres classificacions, dels kannemeyèrids) que visqueren durant el Triàsic mitjà en allò que avui en dia és Sud-amèrica. Se n'han trobat restes fòssils a l'Argentina i el Brasil. Eren dicinodonts de mida mitjana a grossa (crani de fins a 40 cm de llargada) i de bec corni. La seva taxonomia interna és dubtosa i ha estat revisada diverses vegades al llarg dels anys.